# Botillo
El botillo es un producto cárnico elaborado con piezas troceadas procedentes del despiece del cerdo, condimentadas y embutidas en el ciego del cerdo que luego es ahumado y semicurado. Se encuentra protegido bajo la marca Botillo de El Bierzo, en las comarcas leonesas de El Bierzo y Laciana. También hay variantes en las provincias gallegas de Orense y Lugo, donde, como en Trás-os-Montes (Portugal), se le nombra botelo o butelo, y en Asturias, donde es llamado butieḷḷo o butiellu, elaborándose recientemente también en otras zonas.
Aparece también productos parecidos en la gastronomía de otras regiones de España y Portugal, a veces con otros nombres.

## Características

### IGP: Botillo de El Bierzo
Según el reglamento oficial del botillo de El Bierzo, la forma exterior del botillo viene definida por la forma de la tripa utilizada (ciego), normalmente ovalada. El peso oscilará entre los 500 gramos y el kilo y medio y la consistencia será firme y con un corte rojo intenso. La humedad estará por debajo del 65%, la relación de grasa del extracto seco será menor al 48% de la masa del producto mientras que la proteína rondará el 37%. Tras el cocinado, predominarán los olores a magro cocido, salazón y especias naturales, siendo su textura hebrosa y jugosa no homogénea.
En el municipio berciano de Bembibre se celebra desde 1973 el Festival Nacional de Exaltación del Botillo durante el mes de febrero. Existen otros festivales, celebraciones y premios de los que el botillo es protagonista en varias localidades de El Bierzo, entre las que destacan el Festival del botillo de Fabero, en La Ribera de Folgoso, Torre del Bierzo, Boeza y las degustaciones que organiza la Cofradía Gastronómica del Real Botillo del Bierzo incluso fuera de España.

### Otras variantes
Hay otras viandas en otras regiones con muchas similitudes, con otros nombres, formas y diferencias en curado por Asturias, Galicia, gran parte de la provincia de León, parte de la provincia de Zamora, en Salamanca ("banduju") o en Extremadura. El nombre de "botillo" es resultado de la castellanización del término en los romances locales; pues en El Bierzo también se le conoce como "butelo" o "butietsu"/"butiellu" según nos hallemos en Ancares, en Palacios del Sil o en la Sierra de Gistredo, y en Galicia se le llama "butelo" o "botelo" según las variantes del gallego hablado en las provincias de Lugo o de Orense.
También, con mayor o menor similitud en apariencia, contenido y elaboración, son conocidos con los nombres "l.loscu/Tsoscu ", "butiellu" asturleonés en zonas de Asturias y Norte de León (Laciana, Omaña, Babia, Luna, Ribera del Órbigo o "llosco". En Cangas del Narcea (Asturias), se le llama butiecho.
En Extremadura, existe el buche de costillas, un embutido con el que también se hace un plato parecido con coles.
El embutido de la provincia de Zamora llamado "pastor" (nombre que, conjuntamente con botillo, le dan en Valdeorras y La Cabrera), está elaborado con las costillas del cerdo que se incluyen en la tripa de cerdo junto con pimentón. Estos se suelen poner en las cocinas con leña para que se vayan ahumando. Suelen consumirse tras algún tiempo de curado. Los huesos cobran una textura cartilaginosa debido a este proceso de curado, por ello puede ser tomado en rodajas.
El embutido de Trás-os-Montes, en Portugal, también está elaborado con los huesos del cerdo y tiene Indicación Protegida, se le llama "botelo”, “butelo”, “bulho" o (en mirandés) “ butielho”.

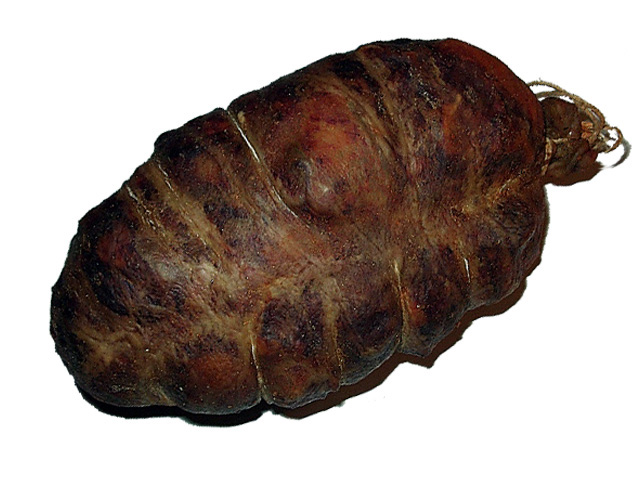
Un botillo con sus cordeles.
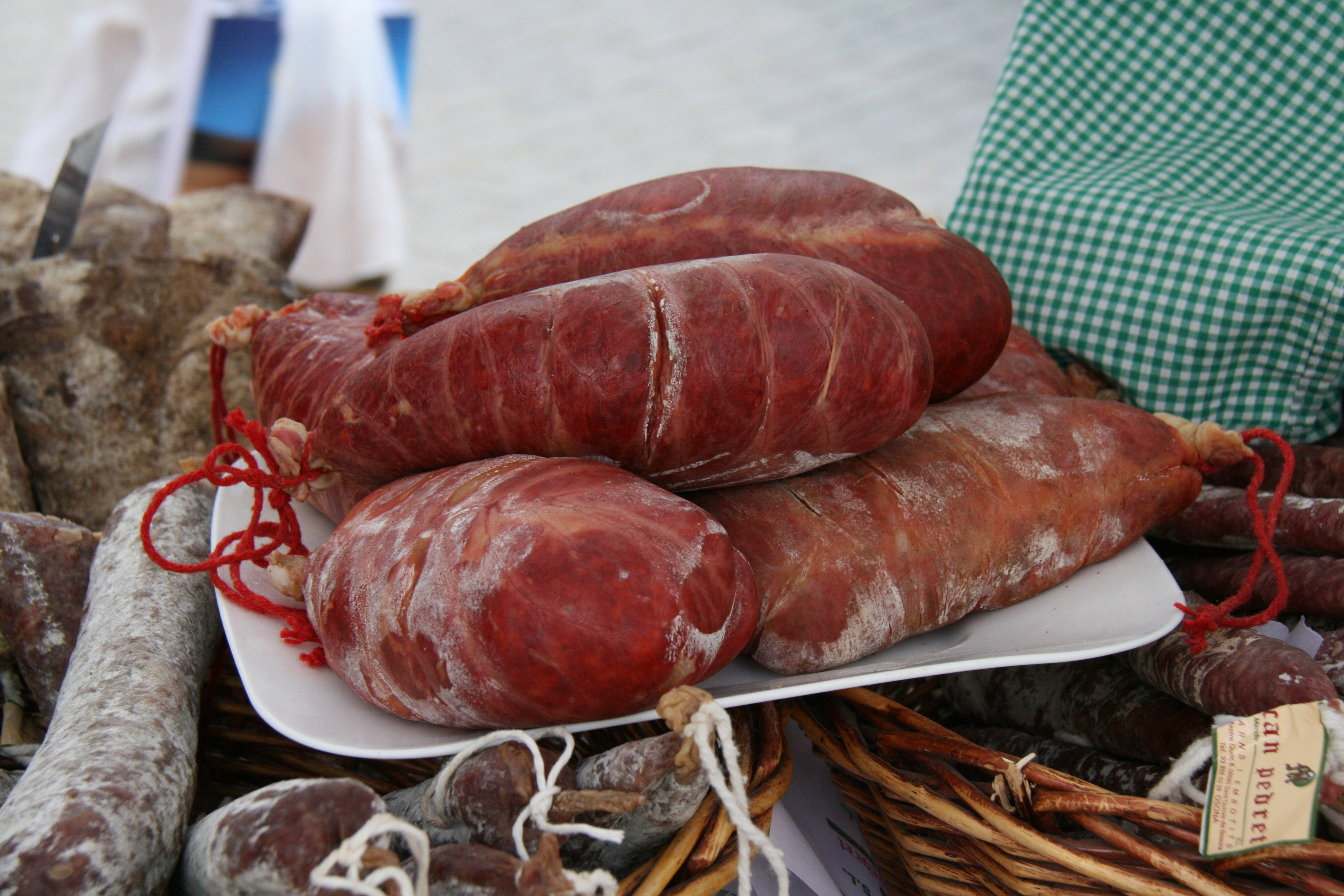
Un botillo fresco.
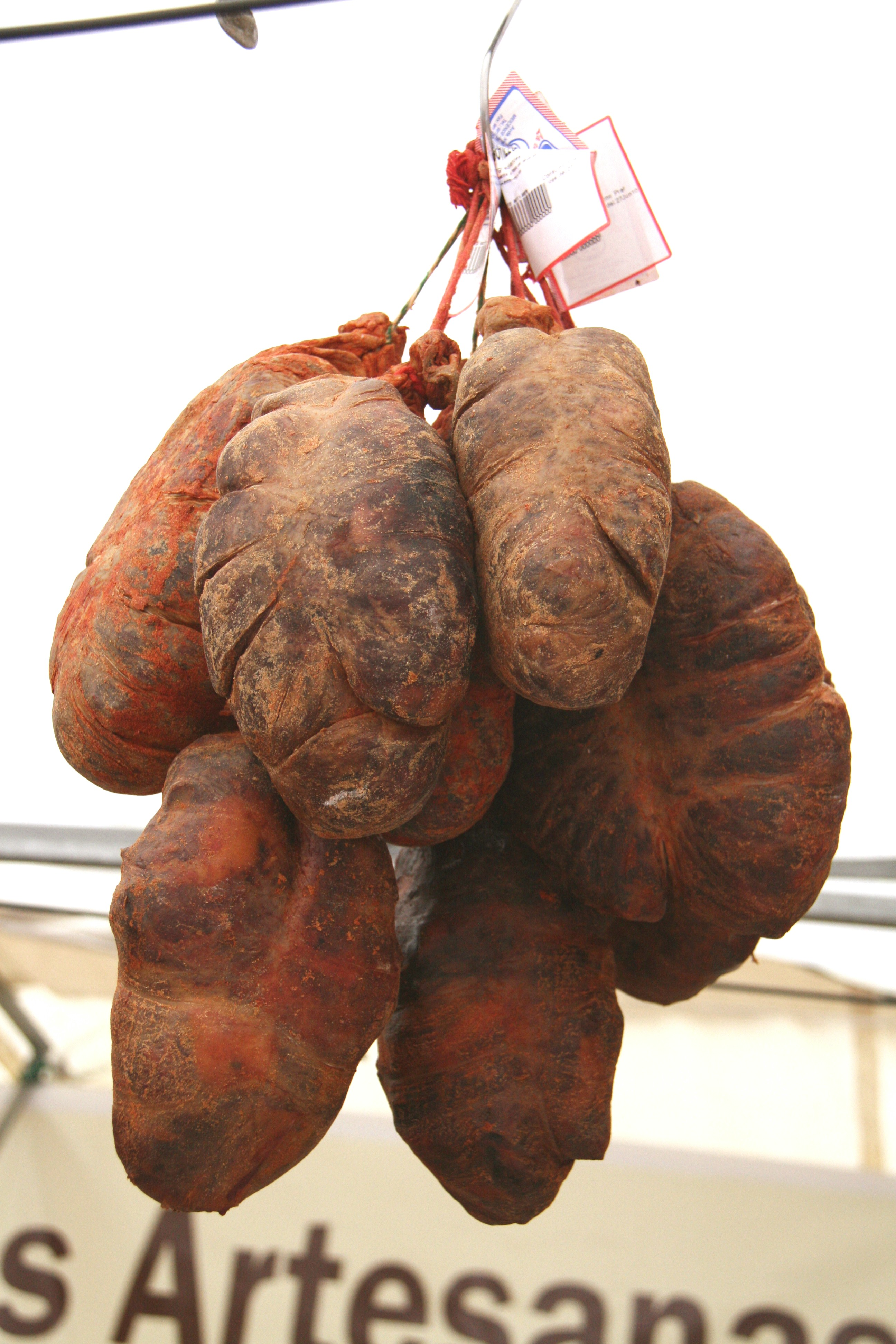
Ramillete de botillos bercianos.
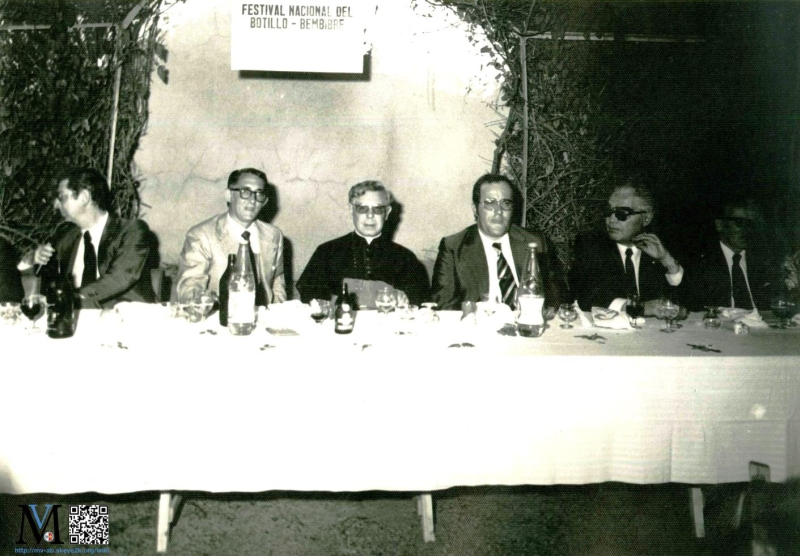
Mesa presidencial del primer festival nacional del Botillo, en Bembibre.
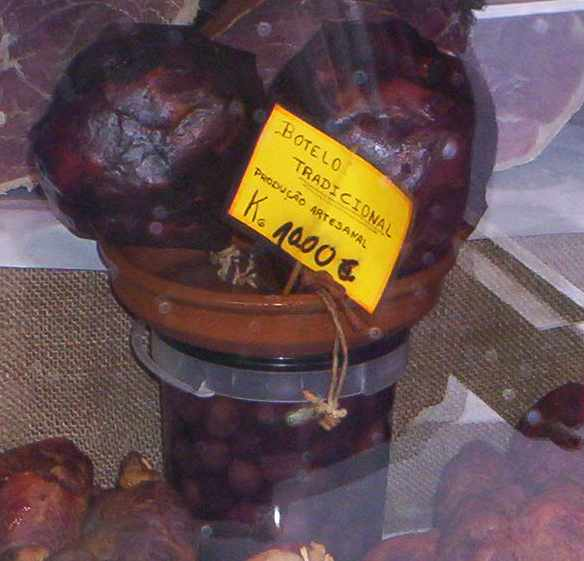
Botelo portugués.

## Procesado
La elaboración y curación se realizará en un período mínimo de cinco días y consta de cuatro fases:
- Selección y troceado de la materia prima.
- Adobado y embutido, se le añade la sal, el  pimentón dulce no picante, el ajo, y demás especias naturales, procediéndose al mezclado y amasado del mondongo. Posteriormente se procede a su embutido en el ciego del cerdo que previamente, a su vez, ha sido sazonado y adobado, para conseguir el color y la conservación ideal de la tripa.
- Ahumado, con humo procedente de leña natural de roble o encina.
- Secado, durante dos días en secaderos preparados al efecto, teniendo por finalidad eliminar el agua y que el producto adquiera una mayor consistencia.